# Diocèse décentralisé de Péloponnèse-Grèce occidentale-Îles Ioniennes
Le diocèse décentralisé de Péloponnèse-Grèce occidentale-Îles Ioniennes (grec moderne : Αποκεντρωμένη Διοίκηση Πελοποννήσου, Δυτικής Ελλάδας και Ιονίου) est une subdivision administrative régionale de l'administration centrale créé par 1er janvier 2001 par le programme Kallikratis regroupant les services administratifs d'État des périphéries de Péloponnèse, de Grèce-Occidentale et des Îles Ioniennes.
Le siège de cette nouvelle entité se trouve à Patras.